# Adrian Iovita
Adrian Iovita é um matemático romenos-canadense.
Iovita estudou matemática na Universidade de Bucareste, obtendo o diploma em 1978, com um doutorado em 1996 na Universidade de Boston, orientado por Glenn Stevens, com a tese p-adic cohomology of abelian varieties. Em 1998 foi professor assistente na Universidade de Washington e em 2003 professor na Universidade Concórdia.
Recebeu o Prêmio Ribenboim de 2008. Foi palestrante convidado do Congresso Internacional de Matemáticos no Rio de Janeiro (2018: p-adic variation of automorphic sheaves, com Vincent Pilloni e Fabrizio Andreatta). 

## Obras
- com M. Spiess: Logarithmic differential forms on p-adic symmetric spaces, Duke Math. Journal, Volume 110, 2001, p. 253–278
- com M. Spiess: Derivatives of p-adic L-functions, Heegner cycles and monodromy modules attached to modular forms, Invent. Math., Volume 154, 2003, p. 333–384, Arxiv
- com Annette Werner: p-adic height pairings on abelian varieties with semistable ordinary reduction, Journal für die reine und angewandte Mathematik, Volume 564, 2003, p. 181–203, Arxiv
- com Fabrizio Andreatta, Vincent Pilloni: p-adic families of modular cusp forms, Annals of Mathematics, Volume 181, 2015, p. 623–697, Arxiv
- com Andreatta, Pilloni: Le Halo Spectral, 2015, Ann. Sci. ENS
- com Andreatta, Pilloni: On overconvergent Hilbert modular cusp forms, Astérisque, Volume 382, 2016, p. 163–193
- com Andreatta, Glenn Stevens: Overconvergent modular sheaves and modular forms for {\displaystyle GL_{2/F}}, Israel Journal of Mathematics, Volume 201, 2014, p. 299–359